# (74139) 1998 QC77
(74139) 1998 QC77 – planetoida z pasa głównego asteroid okrążająca Słońce w ciągu 4 lat w średniej odległości 2,52 j.a. Została odkryta 24 sierpnia 1998 roku.